# Dionne Warwick

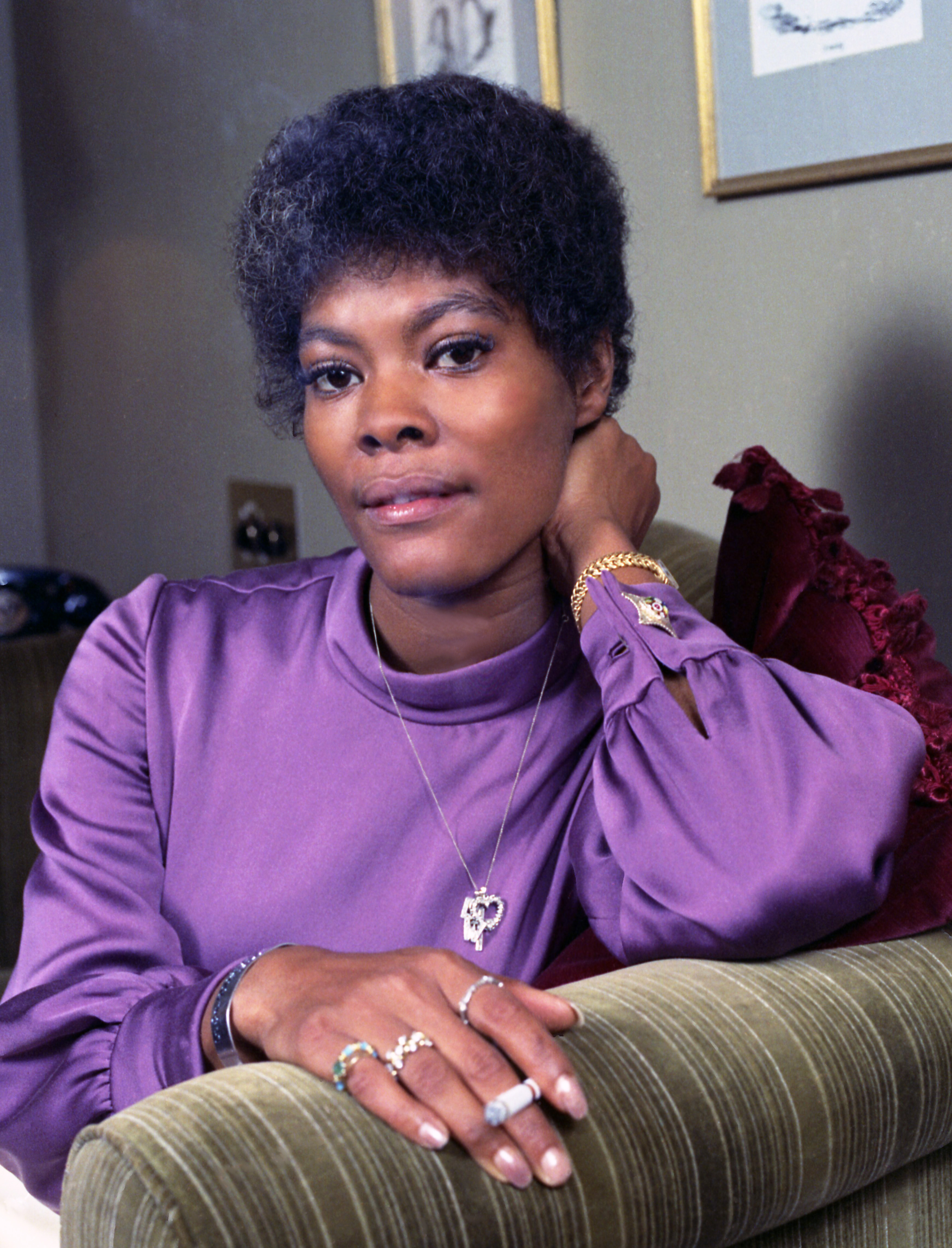
Dionne Warwick 1973-ban (Allan Warren fotója)

Dionne Warwick (Marie Dionne Warrick) (East Orange, New Jersey, 1940. december 12. –) ötszörös Grammy-díjas amerikai énekesnő és színésznő.

## Pályafutása
A New Jersey állambeli East Orange-ben született 1940-ben, Mancel Warrick (1911–1977) hordár és Lee Drinkard (1920–2005) gyermekeként.
Édesanyja és nagynénjei a Drinkard Singers elnevezésű gospel együttesnek voltak a tagjai, édesapja a Chess lemezkiadónál dolgozott a gospel részlegen. Dionne létrehozta a Gospelaires nevű formációt, ennek egykor Cissy Houston, Whitney Houston édesanyja is tagja volt. Az együttes Ben E. King soulénekes dalaiban, a Stand By Me-ben és a Spanish Harlemben vokálozott.
Dionne húszéves volt, amikor Burt Bacharach dalszerzővel és énekessel, valamint szerzőtársával, Hal Daviddel találkozott, demo-felvételeket készítettek. 22 éves korában a Don’t Make Me Over című dal lett az első komolyabb listás sikere. A hatvanas évek végétől több filmben is feltűnt.
Az első Grammy-díját 1968-ban nyerte a Do You Know the Way to San Jose? című daláért. Másik hármat a hetvenes években zsebelte be, egyet pedig a nyolcvanas években. Több lemezét is jelölték a díjra. Ezenkívül American Music Awards-ot és Billboards Music Awards-ot is nyert, valamint a Rhythm and Blues foundation életműdíját is megkapta.
1962 és 1998 között összesen 56 dala került be a Billboard 100-as listájára.
A kilencvenes években hosszabb ideig eltűnt a reflektorfényből: kábítószer-ügyei mellett nem jelentkezett figyelemfelkeltő lemezekkel, ritkán adott koncerteket is.
2008-ban Magyarországon is fellépett, a Művészetek Palotájában adott koncertet. Ugyanebben az évben Olaszországban járt turnén, ahol római látogatása során hotelszobájából 100 ezer dollár értékben loptak el tőle ékszereket, azonban ennek ellenére is folytatta koncertsorozatát.
Önéletrajza 2010-ben jelent meg My Life, as I See It címmel.
2013 tavaszán a felhalmozott adótartozásai miatt csődeljárás alá vonták.

## Nagylemezei
- Presenting Dionne Warwick (1963)
- Anyone Who Had a Heart (1964)
- Here I Am (1965)
- Dionne Warwick In Paris (1966)
- The Windows of The World (1967)
- Here Where There is Love (1967)
- Promises, Promises (1968)
- I’ll Never Fall in Love Again (1970)
- The Dionne Warwick Story (1971)
- Then Came You (1975)
- Love at First Sight (1977)
- Heartbreaker (1982)
- How Many Time Can We Say Goodbye (1983)
- Friends (1985)
- The Dionne Warwick Collection (1989)
- Sings Cole Porter (1990)
- Anthology (1991)
- Dionne Sings Dionne (1998)
- Soulful Plus (2004)
- Why We Sing (2008)
- Only Trust Your Heart (2011)
- Now (2012)

## További információ
- Hivatalos oldal
- Dionne Warwick a Facebookon
- Dionne Warwick a PORT.hu-n (magyarul)
- Dionne Warwick az Internetes Szinkronadatbázisban (magyarul)
- Dionne Warwick az Internet Movie Database-ben (angolul)
- Dionne Warwick a Rotten Tomatoeson (angolul)